# 정영아 (탁구 선수)
정영아(1979년 7월 20일 ~ )는 대한민국의 장애인 탁구 선수이다. 2012년 하계 패럴림픽에서 동메달을, 2016년 하계 패럴림픽에서 동메달 2개를 획득했다.
장애는 2002년 친구들과 등산을 가던 중 넘어져 발생했다. 휠체어 컬링에도 참가했으며 2011년 세계 휠체어 컬링 선수권 대회에서 한국을 대표했다.